# 13258 Bej
13258 Bej eller 1998 QT12 är en asteroid i huvudbältet som upptäcktes den 17 augusti 1998 av LINEAR i Socorro County, New Mexico. Den är uppkallad efter Gautam Ashim Bej.
Den tillhör asteroidgruppen Vesta.